# Congress
Congress est une census-designated place (CDP) située dans le comté de Yavapai dans l'État de l'Arizona aux États-Unis. La population y était de 1 717 habitants lors du recensement de 2000. Congress est une ville fantôme, ancien camp minier d'or, qui sert maintenant de ville-dortoir et de lieu de retraite pour la ville de Wickenburg située tout près.

## Annexe